# Gesang

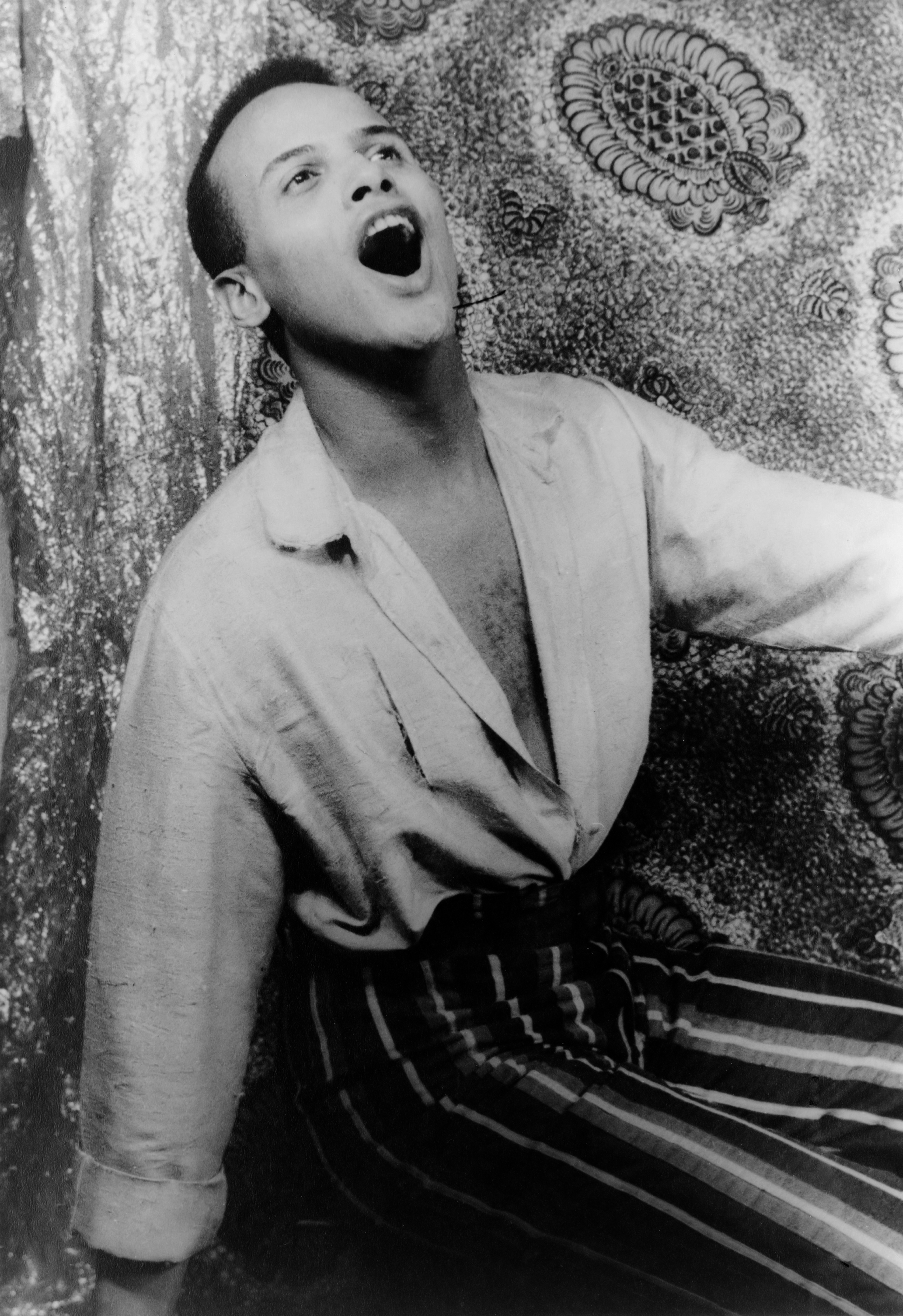
Harry Belafonte (1954), fotografiert von Carl Van Vechten

Gesang (auch: Singen) ist der musikalische Gebrauch der menschlichen Stimme und wahrscheinlich die älteste und ursprünglichste musikalische Ausdrucksform des Menschen. Gesang existiert in sehr unterschiedlichen Formen, vom spontanen, improvisierten Singen einzelner Töne oder Tonfolgen über Volkslieder bis zu Kunstliedern, virtuos verziertem Kunstgesang (Belcanto) sowie einstimmiger, homophoner und polyphoner Chormusik. 
Für die Musik hat der Gesang eine herausragende Bedeutung, weil er Musik und Sprache verbindet und die emotionale Ausdruckskraft der menschlichen Stimme nutzt. Man unterscheidet reine Vokalmusik (z. B. A-cappella-Chormusik) von Instrumentalmusik und kombinierten Formen (z. B. Kantate, Oratorium, Oper).
Der Begriff Gesang umfasst per Definition zwar sämtliche Formen des musikalischen Stimmengebrauchs, allerdings sind einige Formen vom gewöhnlichen Gesang abzugrenzen. Als Sänger werden daher ausschließlich Personen bezeichnet, die während ihres Gesangs Liedtexte vortragen und dabei Töne halten und treffen. So gibt es neben den Sängern auch Künstler, die dieses Kriterium nicht erfüllen, wie beispielsweise Beatboxer oder Jodler, die lediglich rhythmische Laute durch die Stimme erzeugen, ohne einen Text wiederzugeben, oder auch Sprechgesangskünstler (zum Beispiel Rapper oder Toaster), die gesprochene Texte auf musikalische Art und Weise vortragen.
Im Gegensatz zum Sprechen werden beim Gesang bestimmte Tonhöhen im Rahmen eines vorgegebenen Tonsystems verwendet, und der Gesang ist meist durchgängig metrisch-rhythmisch organisiert. Für Berufssänger spielen eine ausreichende Stimmbildung, die Koordination der Gesangsregister und eine an die musikalischen Phrasen angepasste Atemführung eine große Rolle.

## Erzeugung der Singstimme

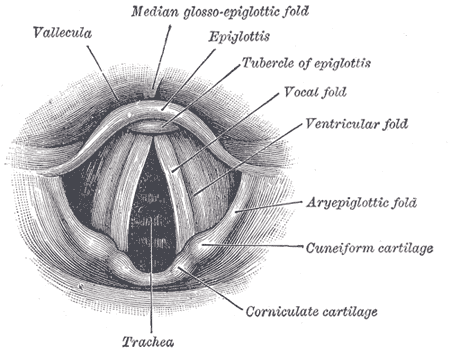
Stimmritze und Stimmbänder

Beim Singen sind dieselben Organe beteiligt wie beim Sprechen: Zwerchfell, Lunge, die Stimmlippen mit den Stimmbändern im Kehlkopf und der Vokaltrakt oberhalb des Kehlkopfs. Wie beim Sprechen wird die Stimme insbesondere durch die schwingenden Stimmbänder erzeugt, der Klang wird vor allem im Vokaltrakt geformt. Zahlreiche Muskeln bewirken eine wechselnde Spannung der Stimmlippen.
Für die Höhe der Stimme (Stimmlage) sind in erster Linie die Länge der Stimmbänder und deren Schwingungsverhalten verantwortlich. So haben Kinder zunächst eine sehr hohe Stimme, die mit dem Wachstum der Stimmbänder sinkt. Bei Jungen ist dieses Wachstum deutlich ausgeprägter als bei Mädchen und ein Stimmbruch markiert die stärkste Wachstumsphase.
Noch bis ins 18. Jahrhundert, vereinzelt sogar bis zum Beginn des 20. Jahrhunderts, gab es Kastraten, die durch eine Operation oder Verstümmelung ihre kindlich hohe Stimme behielten, dies jedoch mit dem Verlust ihrer Zeugungsfähigkeit bezahlen mussten. Heute singen Männer mit speziell ausgebildetem Falsett in vergleichbarer Stimmlage als Countertenor, Altus oder Sopran. Die originalgetreue Alternative, Knabenstimmen einzusetzen, wird ebenfalls praktiziert.
Das Singen mit geschlossenen Lippen bezeichnet man als Summen. Die Luft wird dabei vollständig durch die Nase abgeleitet, wodurch nur eine sehr kleine Luftmenge in Schwingung versetzt wird.
Die Funktionsweise der menschlichen Singstimme lässt sich stark vereinfacht mit den Polsterpfeifen vergleichen (vgl. Blasinstrumente und Schall); den Polstern entsprechen die zwei Stimmlippen, die zwischen dem Schildknorpel und jeweils zwei beweglichen Stellknorpeln (die zusammen mit dem Ringknorpel und dem Kehldeckel das Kehlkopfskelett bilden) einander gegenüberstehen und leicht nach oben gegeneinander geneigt ausgespannt sind.

## Stimmbildung und Gesangsunterricht

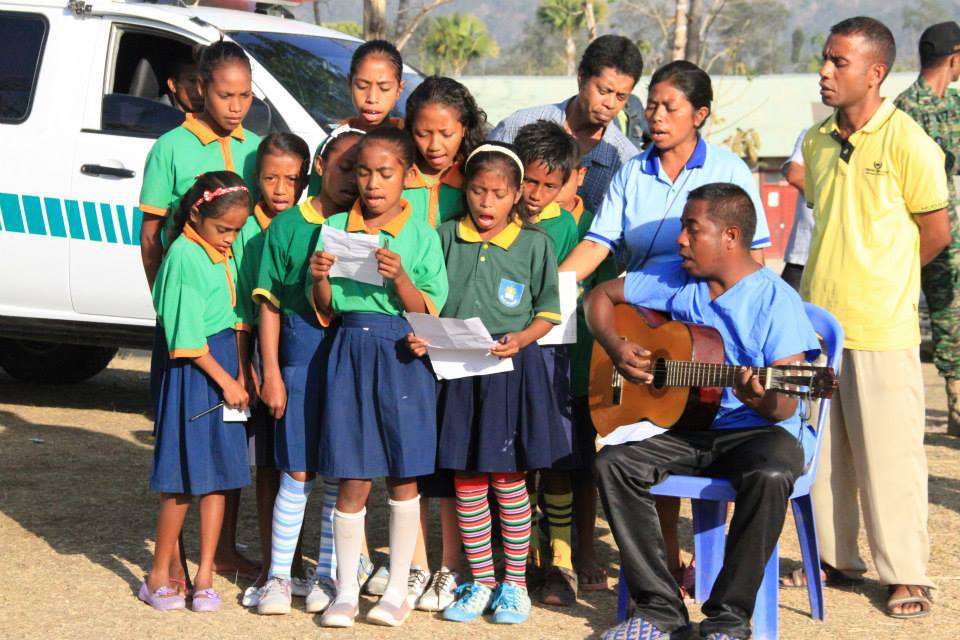
Schulkinder in Osttimor singen mit Gitarrenbegleitung

Die Gesangspädagogik im europäischen Kulturkreis beschäftigt sich mit dem Aufbau einer für den musikalischen Gebrauch geeigneten Stimme. Die professionelle Ausbildung zum Berufssänger im Bereich klassische Musik, Jazz oder Pop findet in Deutschland an Musikhochschulen oder in privaten Studios statt. Die akademische Ausbildung dauert mindestens acht Semester. Teilbereiche des Gesangsunterrichtes sind:
- Körperarbeit mit verschiedenen Methoden wie Gymnastik, Feldenkrais-Methode, Alexandertechnik, Yoga
- Stimmbildung
- Interpretation

Die Ausbildungen für Opernbühne, Jazz, Popmusik und Musical unterscheiden sich grundsätzlich in den Stilistiken, aber teilweise auch in der angewandten Gesangstechnik. Eine klassische Gesangsausbildung orientiert sich häufig an der Praxis des Belcanto. Bei einigen Werken der zeitgenössischen Vokalmusik wird allerdings der gesamte klangliche Spielraum der menschlichen Stimme eingesetzt. An einigen Hochschulen gibt es dafür einen weiterführenden Studiengang. Bei der Ausbildung für Pop- oder Musicalgesang wird unter anderem häufig die Belting-Technik eingesetzt.
Rock- und Metalsänger sind oft Autodidakten ohne klassische Stimmbildung. Im professionellen Bereich wird dennoch auch in diesem Genre Gesangsunterricht genommen, um Stimmschäden vorzubeugen.

## Kulturelle Aspekte

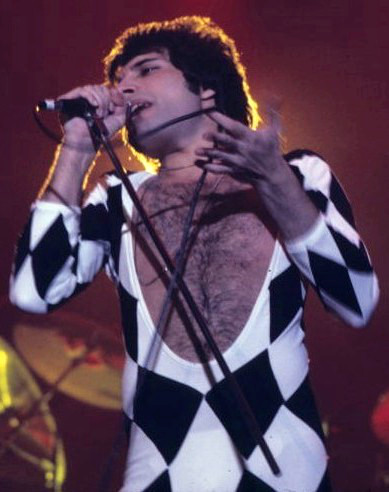
Freddie Mercury (1977)

Gesang gehört zur Kultur sämtlicher Zeiten und Kulturgruppen und kann alle Lebenssituationen begleiten. Rituelle Gesänge, Kinderlied, Arbeitslied und Gesang als Vortragskunst sind nur wenige Beispiele.
Im klassizistischen Kulturkanon Europas gilt die Gesangskunst und -technik des späten 16. bis frühen 19. Jahrhundert im Belcanto und in der Oper in Italien als Höhepunkte der Virtuosität. Einzelne Sängerpersönlichkeiten fanden im öffentlichen Leben besondere Beachtung, von klassischen Bühnensängern wie Farinelli, Adelina Patti, Enrico Caruso und der „Primadonna assoluta“ Maria Callas bis zu Chansongrößen wie Édith Piaf und Jaques Brel oder dem Tangosänger Carlos Gardel. Die italienische Praxis des Operngesangs wurde 2023 in die UNESCO-Liste des immateriellen Kulturerbes der Menschheit aufgenommen.
Heute sind oder waren vor allem Pop- und Rockstars wie Taylor Swift, Madonna, Elvis Presley, Freddie Mercury, Michael Jackson oder Robbie Williams Anziehungspunkt und Idol für viele Menschen.
Andere Kulturen kennen zahlreiche weitere Formen und Techniken des Gesangs. Beispiele hierfür sind der mongolische Kehlgesang und der Obertongesang. In mehreren Religionen wird Chanting praktiziert, eine meditative Art des Singens.

## Besondere Formen des Gesangs (Auswahl)
- Belcanto
- Gutturaler Gesang (Kehlgesang)
- Jazzgesang (mit Sonderformen wie Scat und Vocalese)
- Sprechgesang
- Vokalise („Singen ohne Worte“)
- Vocal Percussion